# Grand Prix de Plouay féminin 2016
La 18e édition du Grand Prix de Plouay féminin a eu lieu le 27 août 2016. Il s'agit de la seizième manche de l'UCI World Tour féminin. Elle est remportée par la Polonaise Eugenia Bujak.

## Parcours
Le parcours en circuit est constitué de quatre tours de 26,9 km suivis d'un tour de 13,9 km, soit un total de 121,5 km.
Les coureuses empruntent la côte du Lézot, avant de prendre la direction de Kerscoulic puis Pont-Neuf. Ils longent alors le Scorff, passent à Pont-Calleck et près de la chapelle Sainte-Anne de Berné. Le circuit revient vers Pont-Neuf avant d'emprunter le Minojenn du Calvaire. Il finit par la côte de Ty Marrec, située à seulement 4 km de l'arrivée.

## Favorites

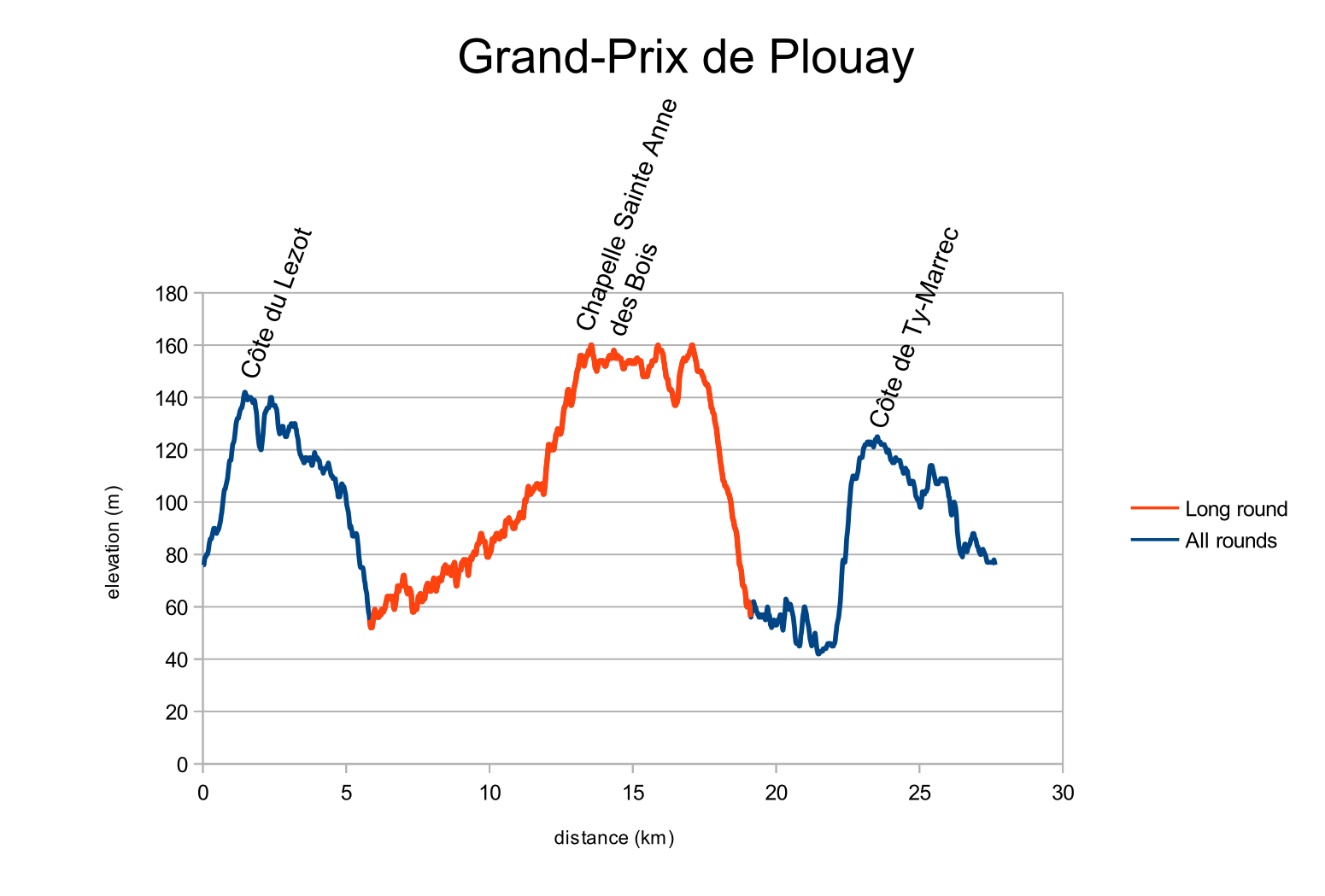
Profil du parcours

Les trois dernières vainqueur de l'épreuve : Marianne Vos, Lucinda Brand et Elizabeth Armitstead sont présentes au départ de la course. Celle-ci semble néanmoins ouverte, les favorites revenant de Rio n'ayant pas couru depuis deux semaines : leur forme est incertaine. Megan Guarnier est au départ avec le maillot de leader de l'UCI World Tour. Elle n'a cependant pas de pression, étant déjà assurée de remporter le classement général de cette épreuve.

## Équipes
Vingt équipes UCI et deux sélections nationales prennent le départ de la course.
| Équipes féminines professionnelles (20)- Alé Cipollini - BePink - Bizkaia-Durango - BMS BIRN - Boels Dolmans - BTC City Ljubljana - Canyon-SRAM Racing - Cervélo Bigla - Cylance - Drops - Lensworld-Zannata - Liv-Plantur - Lointek - Lotto Soudal Ladies - Orica-AIS - Poitou-Charentes.Futuroscope.86 - Parkhotel Valkenburg - Rabo Liv Women - Weber Shimano Ladies Power - Wiggle High5 Équipes nationales (2)- France - Japon |
| |

## Récit de la course
Spela Kern s'échappe en début de course. Elle dispose d'une avance culminant à quarante secondes avant de faire rejoindre à la fin du deuxième tour. Les équipes Boels Dolmans et Liv-Plantur emmènent le peloton. Par la suite, Leah Kirchmann accélère avec Katarzyna Niewiadoma. Cela disloque le peloton. Eugénie Duval, puis  Elizabeth Armitstead accompagnée par Giorgia Bronzini tentent également leur chance mais à chaque fois, le peloton revient. À environ quarante kilomètres de l'arrivée, Katarzyna Niewiadoma attaque de nouveau sans succès. Le peloton n'a plus que vingt unités. Lucinda Brand passe à son tour à l'offensive. Elle creuse un écart, mais se fait reprendre dix kilomètres plus tard par un peloton emmené par Elizabeth Armitstead. Marianne Vos et Megan Guarnier contrent. Le peloton réagit immédiatement. Cette nouvelle accélération élimine Elizabeth Armitstead. Katarzyna Niewiadoma repasse à l'attaque mais sans effet. D'autres tentatives suivent sans plus de succès. À l'entrée du dernier tour, Leah Kirchmann part seule en tête. Elle n'est reprise que dans la côte de Ty Marrec. Six coureuses s'y détachent mais ne coopèrent pas. La victoire se joue dans un sprint à quatorze. Eugenia Bujak s'impose devant Elena Cecchini et Joelle Numainville.

## Classements

### Classement final
| \| Classement général \| Classement général \| Classement général \| Classement général \| Classement général \| \| Coureuse \| Coureuse \| Pays \| Équipe \| Temps \| \| ------------------ \| -------------------- \| ------------------ \| ------------------ \| ------------------ \| \| 1re \| Eugenia Bujak \| Pologne \| BTC City Ljubljana \| 3 h 12 min 31 s \| \| 2e \| Elena Cecchini \| Italie \| Canyon-SRAM Racing \| + 0 s \| \| 3e \| Joëlle Numainville \| Canada \| Cervélo Bigla \| + 0 s \| \| 4e \| Katarzyna Niewiadoma \| Pologne \| Rabo Liv Women \| + 0 s \| \| 5e \| Megan Guarnier \| États-Unis \| Boels Dolmans \| + 0 s \| \| 6e \| Leah Kirchmann \| Canada \| Liv-Plantur \| + 0 s \| \| 7e \| Carmen Small \| États-Unis \| Cylance \| + 0 s \| \| 8e \| Katrin Garfoot \| Australie \| Orica-AIS \| + 0 s \| \| 9e \| Elisa Longo Borghini \| Italie \| Wiggle High5 \| + 0 s \| \| 10e \| Alena Amialiusik \| Biélorussie \| Canyon-SRAM Racing \| + 0 s \| |                      |             |                    |                 |
| |                      |             |                    |                 |
| |                      |             |                    |                 |
| Classement général |                      |             |                    |                 |
| Coureuse | Coureuse             | Pays        | Équipe             | Temps           |
| 1re | Eugenia Bujak        | Pologne     | BTC City Ljubljana | 3 h 12 min 31 s |
| 2e | Elena Cecchini       | Italie      | Canyon-SRAM Racing | + 0 s           |
| 3e | Joëlle Numainville   | Canada      | Cervélo Bigla      | + 0 s           |
| 4e | Katarzyna Niewiadoma | Pologne     | Rabo Liv Women     | + 0 s           |
| 5e | Megan Guarnier       | États-Unis  | Boels Dolmans      | + 0 s           |
| 6e | Leah Kirchmann       | Canada      | Liv-Plantur        | + 0 s           |
| 7e | Carmen Small         | États-Unis  | Cylance            | + 0 s           |
| 8e | Katrin Garfoot       | Australie   | Orica-AIS          | + 0 s           |
| 9e | Elisa Longo Borghini | Italie      | Wiggle High5       | + 0 s           |
| 10e | Alena Amialiusik     | Biélorussie | Canyon-SRAM Racing | + 0 s           |

### UCI World Tour
| Position           | 1er | 2e  | 3e | 4e | 5e | 6e | 7e | 8e | 9e | 10e | 11e | 12e | 13e | 14e | 15e | 16e | 17e | 18e | 19e | 20e |
| Classement général | 120 | 100 | 85 | 70 | 60 | 50 | 40 | 35 | 30 | 25  | 20  | 18  | 16  | 14  | 12  | 10  | 8   | 6   | 4   | 2   |

## Liste des participantes
| Légende | Légende                                                                    | Légende | Légende                                                    |
| ------- | -------------------------------------------------------------------------- | ------- | ---------------------------------------------------------- |
| Num     | Dossard de départ porté par le coureur sur ce Grand Prix de Plouay         | Pos     | Position à l'arrivée de la course                          |
|         | Indique un maillot de champion national ou mondial, suivi de sa spécialité | NP      | Indique un coureur qui n'a pas pris le départ de la course |
| AB      | Indique un coureur qui n'a pas terminé la course                           | HD      | Indique un coureur qui a terminé la course hors des délais |

| Boels Dolmans DLT              | Boels Dolmans DLT                  | Boels Dolmans DLT |
| ------------------------------ | ---------------------------------- | ----------------- |
| Num                            | Coureur                            | Pos               |
| 1                              | Elizabeth Armitstead (GBR) (route) | 66e               |
| 2                              | Evelyn Stevens (USA)               | 63e               |
| 3                              | Megan Guarnier (USA) (route)       | 5e                |
| 4                              | Karol-Ann Canuel (CAN)             | 54e               |
| 5                              | Nikki Harris (GBR)                 | 64e               |
| 6                              | Katarzyna Pawłowska (POL)          | 65e               |
| Directeur sportif : Danny Stam |                                    |                   |

| Orica-AIS OGE                  | Orica-AIS OGE               | Orica-AIS OGE |
| ------------------------------ | --------------------------- | ------------- |
| Num                            | Coureur                     | Pos           |
| 11                             | Jenelle Crooks (AUS)        | AB            |
| 12                             | Amanda Spratt (AUS) (route) | 14e           |
| 13                             | Jessica Allen (AUS)         | AB            |
| 14                             | Rachel Neylan (AUS)         | 62e           |
| 15                             | Katrin Garfoot (AUS)        | 8e            |
| 16                             | Tayler Wiles (USA)          | 61e           |
| Directeur sportif : Gene Bates |                             |               |

| Rabo Liv Women RBW                  | Rabo Liv Women RBW         | Rabo Liv Women RBW |
| ----------------------------------- | -------------------------- | ------------------ |
| Num                                 | Coureur                    | Pos                |
| 21                                  | Jeanne Korevaar (NED)      | 41e                |
| 22                                  | Lucinda Brand (NED)        | 23e                |
| 23                                  | Katarzyna Niewiadoma (POL) | 4e                 |
| 24                                  | Marianne Vos (NED)         | 12e                |
| 25                                  | Roxane Knetemann (NED)     | 67e                |
| 26                                  | Shara Gillow (AUS)         | 72e                |
| Directeur sportif : Koos Moerenhout |                            |                    |

| Alé Cipollini ALE                    | Alé Cipollini ALE              | Alé Cipollini ALE |
| ------------------------------------ | ------------------------------ | ----------------- |
| Num                                  | Coureur                        | Pos               |
| 31                                   | Beatrice Rossato (ITA)         | 50e               |
| 32                                   | Ane Santesteban Gonzalez (ESP) | 13e               |
| 33                                   | Małgorzata Jasińska (POL)      | 11e               |
| 34                                   | Dalia Muccioli (ITA)           | AB                |
| 35                                   | Annalisa Cucinotta (ITA)       | AB                |
| 36                                   | Emilia Fahlin (SWE)            | 47e               |
| Directeur sportif : Fabiana Luperini |                                |                   |

| Canyon-SRAM Racing LPR          | Canyon-SRAM Racing LPR       | Canyon-SRAM Racing LPR |
| ------------------------------- | ---------------------------- | ---------------------- |
| Num                             | Coureur                      | Pos                    |
| 41                              | Alena Amialiusik (BLR)       | 10e                    |
| 42                              | Hannah Barnes (GBR) (route)  | 56e                    |
| 43                              | Elena Cecchini (ITA) (route) | 2e                     |
| 44                              | Tiffany Cromwell (AUS )      | 18e                    |
| 45                              | Alexis Ryan (USA )           | 44e                    |
| Directeur sportif : Beth Duryea |                              |                        |

| Cervélo Bigla CBT                  | Cervélo Bigla CBT             | Cervélo Bigla CBT |
| ---------------------------------- | ----------------------------- | ----------------- |
| Num                                | Coureur                       | Pos               |
| 51                                 | Ashleigh Moolman-Pasio (RSA)  | AB                |
| 52                                 | Gabrielle Pilote-Fortin (CAN) | 55e               |
| 53                                 | Joëlle Numainville (CAN)      | 3e                |
| 54                                 | Lotta Lepistö (FIN) (route)   | 17e               |
| 55                                 | Clara Koppenburg (GER)        | 40e               |
| 56                                 | Nicole Hanselmann (GER)       | AB                |
| Directeur sportif : Thomas Campana |                               |                   |

| Cylance CPC                        | Cylance CPC                   | Cylance CPC |
| ---------------------------------- | ----------------------------- | ----------- |
| Num                                | Coureur                       | Pos         |
| 61                                 | Rossella Ratto (ITA )         | 31e         |
| 62                                 | Carmen Small (USA)            | 7e          |
| 63                                 | Doris Schweizer (SUI) (route) | AB          |
| 64                                 | Sheyla Gutierrez Ruiz (ESP)   | 22e         |
| Directeur sportif : Manel Lacambra |                               |             |

| Lensworld-Zannata-Etixx LZE     | Lensworld-Zannata-Etixx LZE     | Lensworld-Zannata-Etixx LZE |
| ------------------------------- | ------------------------------- | --------------------------- |
| Num                             | Coureur                         | Pos                         |
| 71                              | Hanna Nilsson (SWE)             | 28e                         |
| 72                              | Alice Maria Arzuffi (ITA)       | 16e                         |
| 73                              | Maria Giulia Confalonieri (ITA) | 68e                         |
| 74                              | Oxana Kozonchuk (RUS)           | AB                          |
| 75                              | Kaat Hannes (BEL) (route)       | 21e                         |
| 76                              | Maaike Polspoel (BEL)           | AB                          |
| Directeur sportif : Rik Hofmans |                                 |                             |

| Parkhotel Valkenburg PHV        | Parkhotel Valkenburg PHV   | Parkhotel Valkenburg PHV |
| ------------------------------- | -------------------------- | ------------------------ |
| Num                             | Coureur                    | Pos                      |
| 81                              | Jip van den Bos (NED)      | AB                       |
| 82                              | Eva Buurman (NED)          | AB                       |
| 83                              | Jermaine Post (NED)        | 26e                      |
| 84                              | Pauliena Rooijakkers (NED) | 58e                      |
| 85                              | Chanella Stougje (NED)     | AB                       |
| 86                              | Hanna Solovey (UKR)        | 20e                      |
| Directeur sportif : Raymond Rol |                            |                          |

| Poitou Charentes Futuroscope 86 FUT | Poitou Charentes Futuroscope 86 FUT | Poitou Charentes Futuroscope 86 FUT |
| ----------------------------------- | ----------------------------------- | ----------------------------------- |
| Num                                 | Coureur                             | Pos                                 |
| 91                                  | Aude Biannic (FRA)                  | 32e                                 |
| 92                                  | Séverine Eraud (FRA)                | 29e                                 |
| 93                                  | Amélie Rivat (FRA)                  | 53e                                 |
| 94                                  | Eri Yonamine (JPN) (route)          | 34e                                 |
| 95                                  | Eugénie Duval (FRA)                 | 73e                                 |
| 96                                  | Victorie Guilman* (FRA)             | 38e                                 |
| Directeur sportif : Nicolas Marche  |                                     |                                     |

| Lotto Soudal LBL                     | Lotto Soudal LBL          | Lotto Soudal LBL |
| ------------------------------------ | ------------------------- | ---------------- |
| Num                                  | Coureur                   | Pos              |
| 101                                  | Claudia Lichtenberg (GER) | AB               |
| 102                                  | Sofie de Vuyst (BEL)      | 25e              |
| 103                                  | Élise Delzenne (FRA)      | 27e              |
| 104                                  | Susanna Zorzi (ITA)       | 69e              |
| 105                                  | Anisha Vekemans (BEL)     | 19e              |
| Directeur sportif : Dany Schoonbaert |                           |                  |

| Bepink BPK                        | Bepink BPK              | Bepink BPK |
| --------------------------------- | ----------------------- | ---------- |
| Num                               | Coureur                 | Pos        |
| 111                               | Tatiana Shamanova (RUS) | AB         |
| 112                               | Lex Albrecht (CAN)      | 45e        |
| 113                               | Simona Bortolotti (ITA) | 39e        |
| 114                               | Tereza Medvedová (SVK)  | AB         |
| 115                               | Kseniya Tuhai (BLR)     | 71e        |
| Directeur sportif : Sigrid Corneo |                         |            |

| BTC City Ljubljana BTC           | BTC City Ljubljana BTC        | BTC City Ljubljana BTC |
| -------------------------------- | ----------------------------- | ---------------------- |
| Num                              | Coureur                       | Pos                    |
| 121                              | Eugenia Bujak (POL)           | 1re                    |
| 122                              | Anja Plichta (POL)            | 52e                    |
| 123                              | Polona Batagelj (SLO) (route) | 33e                    |
| 124                              | Ursa Pintar (SLO)             | 42e                    |
| 125                              | Spela Kern (SLO)              | AB                     |
| Directeur sportif : Gorazd Penko |                               |                        |

| Weber Shimano SLP                    | Weber Shimano SLP                | Weber Shimano SLP |
| ------------------------------------ | -------------------------------- | ----------------- |
| Num                                  | Coureur                          | Pos               |
| 131                                  | Rocio Parrado Guarnizo (COL)     | AB                |
| 132                                  | Jessenia Meneses (COL)           | 43e               |
| 133                                  | Caterin Elisabeth Previley (ARG) | AB                |
| 134                                  | Maria Fadiga (ARG)               | AB                |
| 135                                  | Aranza Villalon (CHI)            | AB                |
| Directeur sportif : Adrián Palomares |                                  |                   |

| Liv-Plantur TLP                     | Liv-Plantur TLP       | Liv-Plantur TLP |
| ----------------------------------- | --------------------- | --------------- |
| Num                                 | Coureur               | Pos             |
| 141                                 | Leah Kirchmann (CAN)  | 6e              |
| 142                                 | Riejanne Markus (NED) | AB              |
| 143                                 | Rozanne Slik (NED)    | 15e             |
| 144                                 | Kyara Stijns (NED)    | 74e             |
| 145                                 | Carlee Taylor (AUS)   | AB              |
| 146                                 | Molly Weaver (GBR)    | AB              |
| Directeur sportif : Hans Timmermans |                       |                 |

| Top Girls Fassa Bortolo TOG         | Top Girls Fassa Bortolo TOG | Top Girls Fassa Bortolo TOG |
| ----------------------------------- | --------------------------- | --------------------------- |
| Num                                 | Coureur                     | Pos                         |
| 151                                 | Irene Bitto (ITA)           | AB                          |
| 152                                 | Nicole Dal Santo (ITA)      | AB                          |
| 154                                 | Asja Paladin (ITA)          | 51e                         |
| 155                                 | Soraya Paladin (ITA)        | 24e                         |
| 156                                 | Sara Mariotto (ITA)         | AB                          |
| Directeur sportif : Massimo Cisotto |                             |                             |

| Sélection nationale française            | Sélection nationale française | Sélection nationale française |
| ---------------------------------------- | ----------------------------- | ----------------------------- |
| Num                                      | Coureur                       | Pos                           |
| 161                                      | Pauline Allin (FRA)           | AB                            |
| 162                                      | Marjolaine Bazin (FRA)        | 59e                           |
| 163                                      | Marion Sicot (FRA)            | AB                            |
| 164                                      | Mélodie Lesueur (FRA)         | AB                            |
| 165                                      | Lena Gerault (FRA)            | 36e                           |
| 166                                      | Marine Strappazzon (FRA)      | AB                            |
| Directeur sportif : Sandrinne Guirronnet |                               |                               |

| Bizkaia - Durango BPD             | Bizkaia - Durango BPD                   | Bizkaia - Durango BPD |
| --------------------------------- | --------------------------------------- | --------------------- |
| Num                               | Coureur                                 | Pos                   |
| 171                               | Margarita Victoria Garcia (ESP) (route) | 46e                   |
| 172                               | Lourdes Oyarbide Jimenez (ESP)          | AB                    |
| 173                               | Lierni Lekuona Etxebeste (ESP)          | AB                    |
| 174                               | Lorena Llamas (ESP)                     | 70e                   |
| 175                               | Roos Hoogeboom (NED)                    | AB                    |
| 176                               | Irati Idirin Egana * (ESP)              | AB                    |
| Directeur sportif : Jon Elorriaga |                                         |                       |

| Lointek LTK                     | Lointek LTK                 | Lointek LTK |
| ------------------------------- | --------------------------- | ----------- |
| Num                             | Coureur                     | Pos         |
| 181                             | Alba Teruel Ribes (ESP)     | 48e         |
| 182                             | Empar Félix (ESP)           | AB          |
| 183                             | Elisabet Llabres (ESP)      | AB          |
| 184                             | Aurore Verhoeven (FRA)      | AB          |
| 185                             | Eider Merino Kortazar (ESP) | 37e         |
| 186                             | Cristina Martínez (ESP)     | AB          |
| Directeur sportif : Ion Lazkano |                             |             |

| Drops DRP                      | Drops DRP               | Drops DRP |
| ------------------------------ | ----------------------- | --------- |
| Num                            | Coureur                 | Pos       |
| 191                            | Alice Barnes (GBR)      | 57e       |
| 192                            | Rebecca Womersley (GBR) | AB        |
| 193                            | Lucy Shaw (GBR)         | AB        |
| 194                            | Rebecca Durrell (GBR)   | AB        |
| 195                            | Abigail van Twisk (GBR) | AB        |
| Directeur sportif : Bob Varney |                         |           |

| Wiggle High5 WHT                        | Wiggle High5 WHT           | Wiggle High5 WHT |
| --------------------------------------- | -------------------------- | ---------------- |
| Num                                     | Coureur                    | Pos              |
| 201                                     | Audrey Cordon (FRA)        | 49e              |
| 202                                     | Elisa Longo Borghini (ITA) | 9e               |
| 203                                     | Giorgia Bronzini (ITA)     | 60e              |
| 204                                     | Anna Christian (GBR)       | AB               |
| Directeur sportif : Donna Rae-Szalinski |                            |                  |

| Sélection nationale japonaise         | Sélection nationale japonaise | Sélection nationale japonaise |
| ------------------------------------- | ----------------------------- | ----------------------------- |
| Num                                   | Coureur                       | Pos                           |
| 211                                   | Yumi Kajihara (JPN)           | 30e                           |
| 212                                   | Kiyoka Sakaguchi (JPN)        | AB                            |
| 213                                   | Miho Yoshikawa (JPN)          | AB                            |
| 214                                   | Yumiko Goda (JPN)             | AB                            |
| 215                                   | Tsubasa Makise (JPN)          | AB                            |
| 216                                   | Minami Uwano (JPN)            | 35e                           |
| Directeur sportif : Takayuki Kakinoki |                               |                               |

Source.

## Primes
Les primes suivantes sont attribuées :
| Position | 1er     | 2e    | 3e    | 4e    | 5e    | 6e    | 7e    | 8e    | 9e    | 10e   |
| Prix     | 1 128 € | 846 € | 564 € | 338 € | 282 € | 254 € | 225 € | 198 € | 169 € | 141 € |

Les places allant de 11 à 15 sont dotées de 113 €, celles de 16 à 20 de 84 €.